# Burma-Katze
Die Burma-Katze oder Burmese ist eine kurzhaarige Rasse der Hauskatze. Sie ist eine der am längsten in Europa gehaltenen orientalischen Katzenrassen und stammt aus Birma (englisch Burma), dem heutigen Myanmar. Dort halten die Mönche sie als eine von 16 Tempelkatzenrassen unter ihrem thailändischen Namen Maeo Thong Daeng („Kupferkatze“) oder ศุภลักษณ์ RTGS: Suphalaksa, das bedeutet „glückverheißender Charakter“: Sie gilt ihnen als Glücksbringer. Die Burma-Katze ist nicht zu verwechseln mit der Birma-Katze, die eine eigene Rasse darstellt.

## Aussehen
Die Burma-Katze hat einen mittelgroßen, muskulösen und kräftigen Körper, der schwerer ist, als er äußerlich wirkt. Der Brustkorb ist kräftig und im Profil etwas gerundet, und der Rücken verläuft von den Schultern bis zum Schwanzansatz gerade. Der Schwanz der Burmesen zeigt sich mittellang und im Ansatz mäßig dick und endet mit einer rundlichen Spitze. Die Burma-Katze hat lange, zartgliedrige Beine mit zierlichen und ovalen Pfoten. Die Hinterbeine sind etwas länger als die Vorderbeine.
Die Burma-Katze hat einen keilförmigen Kopf mit einer breiten, leicht gerundeten Stirn. Sie hat ein kräftiges Kinn, und der Kiefer ist an den Gelenken breit. Die breiten und mittelgroßen Ohren sind weit gesetzt und im Profil leicht nach vorn geneigt. Die Spitzen sind leicht gerundet. Die Burma-Katze hat eine gerade Nase, die aber im Ansatz eine deutliche Einbuchtung hat. Das obere Augenlid der großen Augen ist orientalisch gekrümmt, das untere Lid ist gerundet. Die Burmese hat leuchtende goldgelb- bis bernsteinfarbene Augen.
Die Burma-Katze besitzt sehr dünne Unterwolle, wodurch ihr satinglänzendes Fell eng am Körper anliegt. Das Fell ist dicht, kurz, fein und sollte keine Musterung aufweisen, jedoch haben die jungen Kätzchen helleres Fell und eine leichte Tabbymusterung. An der Unterseite ist der Ton etwas heller als auf dem Rücken und an den Beinen. Die Ohren und die Gesichtsmaske sind etwas dunkler.

## Farbpalette
Die Burmesen gibt es in zehn allgemein anerkannten Farben;
- Seal – warmes Dunkelbraun; die Nase und Ballen sind sehr dunkel
- Blau – Blaugrau mit einem hellen Zinnschimmer; Nase und Ballen sind blaugrau
- Chocolate – schokoladenfarben; die Farben der Ballen reichen von zimt- bis schokoladenbraun
- Lilac – Taubengrau mit leichtem rosa Schimmer; Nase und Ballen sind lavendelrosa
- Rot – warmes orange oder mandarin; Nase und Ballen sind rosafarben
- Creme – helle pudrige Aprikose-Farben; Nase und Ballen sind rosafarben
- Blau tortie – Blaugrau mit Flecken in apriko; Nase und Ballen sind rosa/blaugrau/rosa oder rosa mit blaugrauen Flecken
- Chocolate tortie – Schokoladenfarben mit aprikosenfarbigen Flecken (auch Beine und Schwanz); Nase und Ballen sind schokoladenfarbig/rosa/schokoladenfarbig mit rosa Flecken
- Lilac tortie – Taubengrau mit aprikosenfarbigen Flecken (auch Beine und Schwanz); Nase und Ballen sind lavendelrosa/hellrosa/lavendelrosa mit hellrosa Flecken
- Seal tortie – Rot aller Schattierungen mit braunen Flecken; Nase und Ballen sind braun/rosa/braun mit rosa Flecken

Teilweise anerkannte Varietäten:
In Neuseeland gibt es zusätzlich Burmesen in Cinnamon, Fawn, Caramel und Apricot sowie alle Farben mit Silber und in den bekannten Tabbyvarianten; einschließlich Smoke als Non-Agouti (Nicht Tabby) Varietät.
Außer in Neuseeland sind diese Farben in der LOOF (Frankreich), in Australien und in Deutschland bei den meisten freien Vereinen anerkannt.
Bei der GCCF werden einige Farbschläge der Burma mit der Asian, die der Burmillazucht entstammt, zusammengefasst.
Anders als die Asian-tabby und Asian-Silver dürfen tabby- und silberfarbene Burmesen nur das Ticked-Tabby Muster zeigen und müssen reinerbig für das Burmagen cbcb sein.
In jüngerer Vergangenheit werden zimt- und rehfarbene Burmesen auch in den Niederlanden gezüchtet und sind dort bereits bei den großen freien Verbänden erfolgreich anerkannt worden.

## Charakter
Die Burma-Katze ist intelligent, neugierig und temperamentvoll. Sie ist sehr verspielt, menschenanhänglich und kinderlieb, zumal sie darüber hinaus auch weniger sensibel und lautstark als die Siamkatze ist. Burmesen sind zutraulich und sollten nicht allein gelassen werden, wer also viel arbeitet und selten zu Hause ist, sollte die Anschaffung einer zweiten Katze in Erwägung ziehen. Burma-Katzen gelten auch als etwas gesprächig.

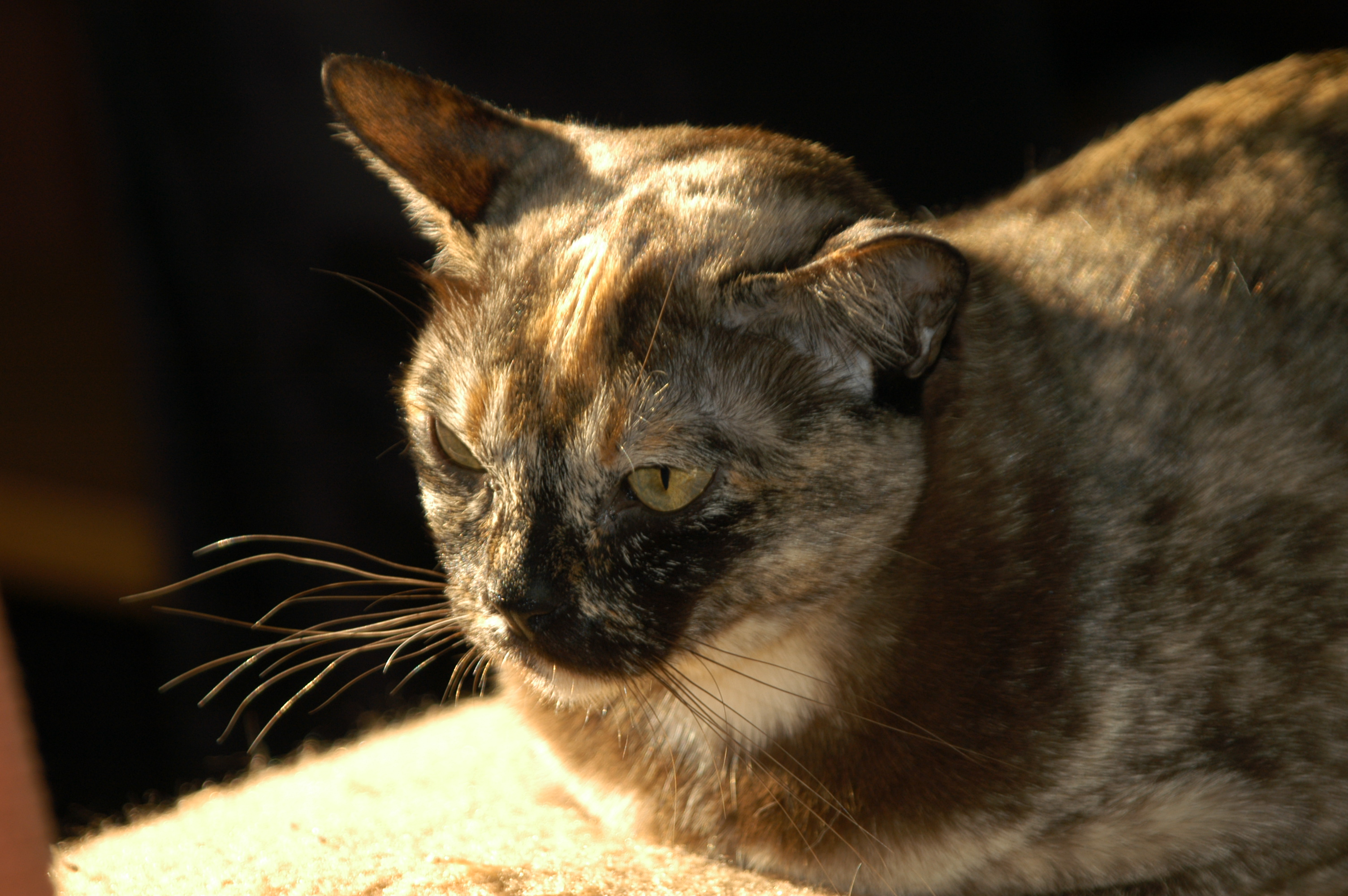
Burmakatze in Braun-Tortie

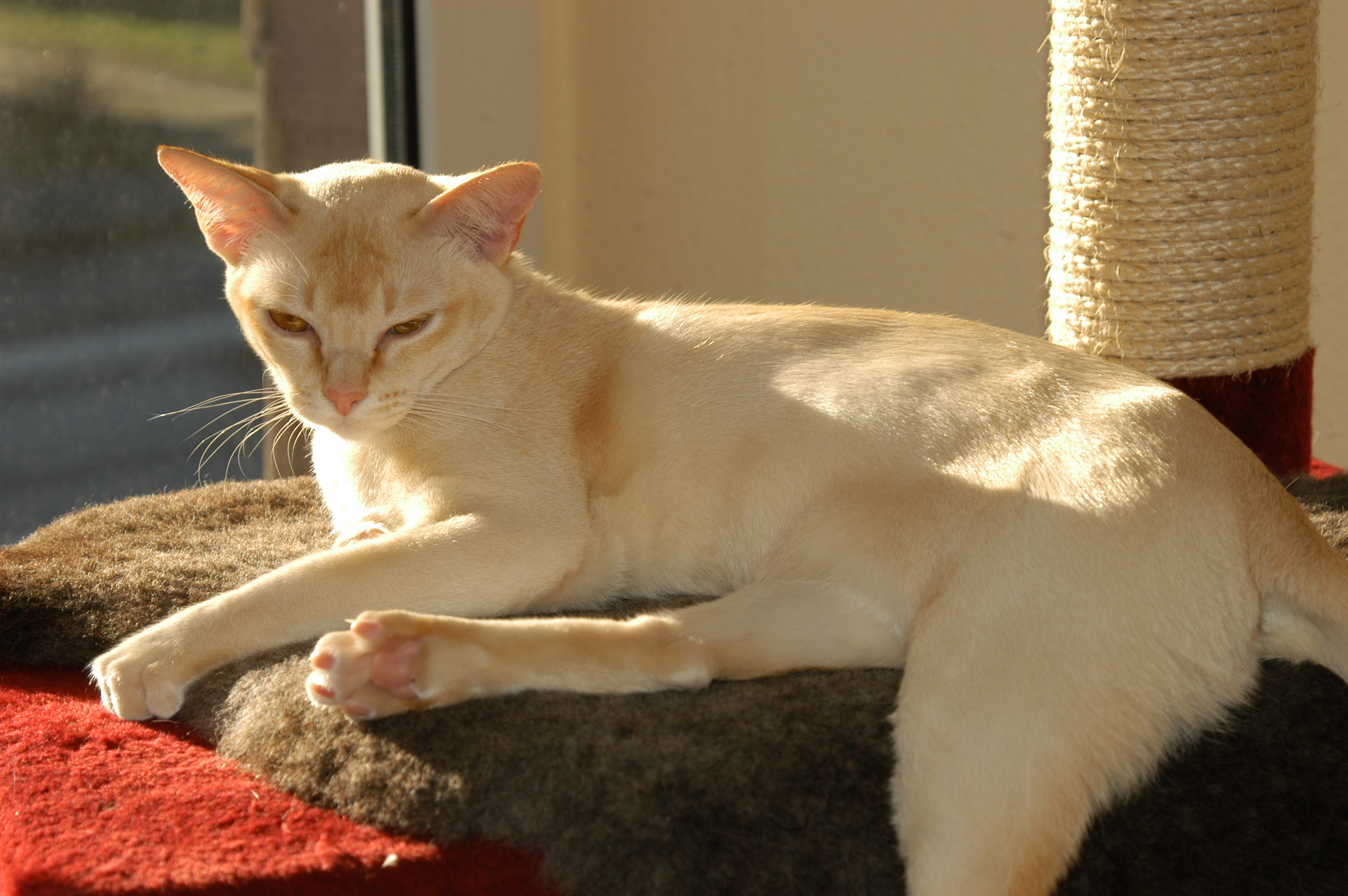
Burmakatze in Rot

## Zuchtgeschichte
Eine einzige Burma-Katze soll 1933 von dem US-Navy-Arzt Joseph C. Thompson aus dem damaligen Burma (Rangoon) nach Kalifornien transportiert worden sein. Sie gilt als Mutter aller Burmesen und sah aus wie eine Siamkatze in hell-braunen Tönen. In den USA beschäftigte sich eine kleine Gruppe von Genetikern und Katzenzüchtern mit dieser Katze und stellten das erste Zuchtprogramm in der Geschichte der Katzenzucht auf. Man versuchte Wong Maus genetische Grundkomponenten herauszufinden und erbrachte schließlich den Beweis, dass Wong Mau keine dunklere Siamkatze war, sondern ein Hybride aus einer Siamkatze und einer anderen, eigenen Rasse, die sie Burmese Cats nannten. 1936 wurde die Rasse in der Cat Fanciers Association anerkannt. Heute wird die Burma-Katze vorwiegend in Großbritannien, Australien und Neuseeland gezüchtet. Der Rassestandard variiert erheblich zwischen der in den USA, Großbritannien, Australien und Neuseeland gezüchteten Burma-Katze. Die in Europa gezüchteten Burmesen sind in den USA, Australien und Neuseeland nicht als Rasse anerkannt.
Die erste aus Großbritannien importierte Burmakatze war die am 29. Januar 1969 geborene, braune Burmesin Buskins Fu-Lai, in deren Ahnentafel noch die ersten aus Amerika nach Großbritannien eingeführten Burmesen Ch.Casa Gatos Darkee und Folly Tou-Po vorzufinden sind. Importeur dieser ersten Burmakatze auf deutschem Boden war Hanns Ullrich.
Die ersten in Deutschland gezüchteten Burmesen wurden am 30. September 1970 in Köln bei dem Züchter Hanns Ullrich (Agrippa’s) geboren. Sie erhielten Ahnentafeln der Deutschen Rassekatzen-Union. Es waren drei blaue Weibchen und ein Kater. Die Eltern dieses ersten deutschen Burma-Nestes waren Gr.Ch.Int.Gragland Blue Star und Gr.Ch.Int.Honeypot Blue Zinnia.

## Rassetypische Erkrankungen
Bei Burma-Katzen tritt das Kongenitale Vestibularsyndrom, eine Erbkrankheit des Innenohrs mit Gleichgewichtsstörungen und unter Umständen Taubheit, gehäuft auf.
Die Burma-Katze ist die langlebigste aller Katzenrassen. 17 Jahre können als durchschnittlich betrachtet werden, wenngleich Faktoren wie Ernährung und Auslauf einige Jahre hinzufügen können. Zudem gibt es eine genetische Veranlagung zur Zuckerkrankheit.
In späteren Jahren neigen Burma-Katzen, und auch viele andere, oft zu einer höheren Flüssigkeitsaufnahme und einige Zeit danach an Appetitverlust. Dies ist in der Regel ein Zeichen von Nephritis, was in der Regel letztendlich dann zum Ableben des Hausgenossen durch Nierenversagen führt. Die genaue Diagnose und Abhilfemöglichkeiten können anhand einer Urinprobe am besten von einem Veterinärmediziner bestimmt werden.
Eine familiär auftretende Erkrankung von Jungtieren ist die endokardiale Fibroelastose, eine Verdickung der Auskleidung des Herzens.